# Bosbranden in Portugal 2017
Sinds 17 juni 2017 veroorzaakte een reeks bosbranden in Portugal een ramp. Vooral de gemeente Pedrógão Grande in Midden-Portugal werd zwaar getroffen. Er vielen 64 doden en 204 gewonden. Velen daarvan raakten op wegen met hun auto door het vuur ingesloten toen ze probeerden te vluchten. Het aantal slachtoffers is veel hoger dan bij de grote bosbrand in Portugal van 1966, die 26 doden eiste. De branden van 2017 behoren tot de drie dodelijkste bosbranden in Europa sinds 1945.

## Ontstaan
Op zaterdag 17 juni ontstond de eerste bosbrand. De temperaturen in juni 2017 waren in Portugal veel warmer dan normaal. Er werden temperaturen van 35 graden Celsius en hoger gemeten. Op sommige plekken in het land steeg het kwik tot zelfs 40 graden Celsius of hoger. De oorzaak van de branden lag bij blikseminslag, mogelijk in een droog onweer. Er werd aanvankelijk gedacht aan brandstichting, maar de politie heeft dat uitgesloten. President Marcelo Rebelo de Sousa bezocht het gebied en sprak van een situatie die 'zijn weerga niet kent'.

## Opflakkering
Zondag 23 juli flakkerden de bosbranden, nadat het vuur al enkele dagen onder controle leek te zijn, opnieuw aan. Een sterke wind bemoeilijkte de blusoperaties. De grootste brandhaarden bevonden zich in het oosten van Portugal, in de buurt van de stad Castelo Branco. Ook in de buurt van Coimbra en in twee dorpen in de regio rond Portalegre wakkerde het vuur aan.